# Irina Dorneanu
Irina Dorneanu (* 3. März 1990 in Suceava, Rumänien) ist eine rumänische Ruderin. Sie ist viermalige Europameisterin und war Olympiateilnehmerin für Rumänien.

## Karriere
Mit dem Rudersport begann Dorneanu im Jahr 2005. Bereits zwei Jahre später nahm sie erstmals an den Weltmeisterschaften der Junioren teil und belegte Platz 10 im Doppelvierer. Bei den Junioren-Weltmeisterschaften 2008 gelang ihr der Sprung in den stärker besetzten Juniorinnen-Achter, mit dem sie eine Silbermedaille gewinnen konnte. Nach dem Herauswachsen aus dem Juniorinnen-Alter startete Dorneanu zwei Jahre in der U23-Altersklasse und gewann dabei 2009 eine Bronzemedaille im Doppelvierer. Gleichzeitig konnte sie in dieser Bootsklasse schon erste Erfahrungen in der offenen Altersklasse sammeln, indem sie an Europameisterschaften und Weltmeisterschaften teilnahm. Beginnend im Jahr 2011 wurde sie Stammkraft im rumänischen Frauen-Achter, mit dem sie bis 2014 vier Europameistertitel in Folge gewinnen konnte. In dieser Bootsklasse nahm sich auch an den Olympischen Sommerspielen 2012 in London teil, wo die Mannschaft den vierten Platz belegte.
Für die Olympischen Sommerspiele 2016 war Dorneanu ebenfalls im Frauen-Achter nominiert. Wenige Tage vor Beginn der olympischen Regatta wurde sie allerdings positiv auf das Dopingmittel Meldonium getestet und durch Iuliana Popa ersetzt.
Dorneanu startet für den Verein Iași CSM. Bei einer Körperhöhe von 1,86 m beträgt ihr Wettkampfgewicht rund 84 kg.